# سافيانو
سافيانو هي بلدية في مدينة نابولي الكبرى في منطقة كامبانيا الإيطالية ، وتقع على بعد حوالي 25 كم من نابولي شمال شرق نابولي . اعتبارًا من 31 ديسمبر 2004، بلغ عدد سكانها 15.114 نسمة ومساحتها 13.8 كم 2.

## الجغرافيا
تقع سافيانو على حدود البلديات التالية: نولا، سان فيتاليانو، شيشيانو، سوما فيسوفيانا.

## تاريخ
تأسست البلدية في عام 1867 من خلال اندماج مدينة سيريكو السابقة (التي أصبحت تسمى منذ ذلك الحين سافيانو) مع مدينة سانت إيراسمو. وكانت جزءًا من مقاطعة تيرا دي لافورو حتى عام 1927.